# アトロメンチン
アトロメンチン(Atromentin)は、ハラタケ目とイボタケ目のキノコで見られる天然の化合物である。化学合成も可能である。ポリフェノールかつベンゾキノンである。

## 生成
Omphalotus subilludensの培地、Hydnellum peckiiの抽出物等で見られる。生合成に関わる酵素はTapinella panuoidesで初めて同定された。そのうちの1つは、アトロメンチンシンテターゼと呼ばれている。

## 生理活性
アトロメンチンのin vitroでの多くの生理活性が研究されている。例えば抗菌活性を持ち、肺炎レンサ球菌の脂質の生合成に必要なエノイル(アシル輸送タンパク質)レダクターゼ (NADH)を阻害する。平滑筋の刺激作用も見せる。また、ヒト白血病U937細胞でアポトーシスを誘導する。抗凝固作用も持つ。

## 遺伝子、酵素
アトロメンチンは2分子の4-ヒドロキシフェニルピルビン酸(4-HPP)から非リボソームペプチドシンテターゼ様酵素（アトロメンチンシンテターゼ）によって合成される。4-HPPは、アミノトランスフェラーゼによる脱アミノにより合成される。これら2つの酵素の遺伝子は隣り合い、クラスターを形成している。これらの酵素は、大腸菌でTapinella panuoides由来のそれぞれの遺伝子（AtrA及びAtrD）を過剰発現させ、ホロ酵素を4-HPPとともに加温することでアトロメンチンの生成を確認し、同定された。その後、Suillus grevilleiでGreA、Paxillus involutusでInvA1-6の6つ、Serpula lacrymansでNPS3が同定された。さらに、機能未知のアルコールデヒドロゲナーゼ/オキシドレダクターゼの遺伝子が隣接して保存されている。ほとんどの場合、クラスター化した生合成遺伝子は、担子菌類でオーソログである。23の異なるアトロメンチン産生担子菌で、アトロメンチンシンテターゼとアミノトランスフェラーゼの共通のプロモーターモチーフが共有されており、ほぼ全てがアルコールデヒドロゲナーゼを欠いており、アトロメンチンの生産に必要な2つの遺伝子を共通の転写因子によって共制御していることが示唆される。褐色腐朽を行わない外菌根で付加的なプロモーターのモチーフがアトロメンチン遺伝子の前に同定され、アトロメンチンの異なる遺伝子制御機構が示唆された。S. lacrymansのアトロメンチンシンテターゼとアミノトランスフェラーゼの遺伝子は、細菌とともに加温することで正の制御を受ける。

## アミノ酸の非リボソームコード
非リボソームペプチドシンテターゼ様酵素（アトロメンチンシンテターゼ）は、触媒作用を行う前に基質を受け入れるアデニル化ドメインを持つ。受入れドメインは、非リボソームコード（NPRSコード）と呼ばれる10残基のアミノ酸配列を含んでいる。Suills grevillei由来のアトロメンチンシンテターゼGreAの場合、このコードは、235 (V)-235 (V)-236 (A)-239 (E)-278 (F)-299 (S)-301 (G)-322 (G)-320 (A)-331 (C)-517 (K)-236 (A)-239 (E)-278 (F)-299 (S)-301 (G)-322 (G)-320 (A)-331 (C)-517 (K)という部分で見られる。このコードは、S. lacrymans由来のNPS3、Tapinella panuoides由来のAtrA、Paxillus involutus由来のInvAsとも共通している。同様にアトロメンチン生産のNRPSコードは、他のα-ケト酸由来の化合物の共通のコードがあることを示唆している。
Paxillus involutus由来のInvAにはチオエステラーゼドメインと共通のアミノ酸モチーフも見られ、この酵素がアトロメンチンの生産に関わる機能を持つか否かの生化学データを提供した。

## アトロメンチンの生合成
芳香族アミノ酸L-チロシンは4-HPPの前駆体であり、2分子の4-HPPが縮合してアトロメンチンを形成する。最初の段階はアミノトランスフェラーゼによる脱アミノ化である。2番目の段階はアトロメンチンシンターゼにより触媒される。この酵素のアデニル化ドメインが4-HPPを受け入れることがATP-PPi交換アッセイにより判明した。この酵素は、大腸菌で生産されると、ホスホパンテテイニルトランスフェラーゼ(Ppant)によってホロ酵素を経るが、大腸菌はin vivoで、EntDによりアポ酵素を生産することもできる。Ppantは、A. nidulans (NpgA)、Streptomyces verticillus (Svp)及びPaxillus involutus (PptA)由来のものが使われている。Bigginsらによる細菌Burkholderia thailandensis由来の酵素による研究等、いくつかの研究で、アミノトランスフェラーゼ遺伝子が欠け、その一次代謝から活性が供給されていることが示されている。

## 同種の色素
アトロメンチンは、他の様々な色素の前駆体である。プルビン酸型ファミリーには、バリエガト酸、ゼロコミン酸（ゼロコミン酸）、ホモゼロコミン酸、イソゼロコミン酸、アトロメンチン酸、バリエガトルビン、ゼロコモルビンやその誘導体等がある。主要なプルビン酸型色素は、細菌と共培養するか高濃度の有機窒素で誘導することで分泌が観察される。ジアリルシクロペンテノンには、インボルチン、インボルトン、ギロシカニン、ギロポリン（ギロシアニンの酸化型）、アンヒドロインボルチン、シャモニシン等がある。